# 山形テレビ番組一覧
山形テレビ番組一覧（やまがたテレビばんぐみいちらん）は、現在および過去に山形テレビ（YTS）で放映された番組一覧の対比を紹介するもの。

## ネットチェンジに伴う番組編成
○印は朝日放送テレビ制作

### 新規ネット
※ネットチェンジと同時に放送開始した番組は除く
報道・情報番組
- CNNデイブレイク
- やじうまワイド（1993年4月1日・4月2日のみ）→新・やじうまワイド
- ステーションEYE（YTSステーションEYE）
- ザ・スクープ
- ニュースステーション
- こんにちは2時
- テレメンタリー
- サンデープロジェクト

バラエティー番組
- 100万円クイズハンター（1993年4月2日 - 1993年10月1日）
- はなきんデータランド
- 桜っ子クラブ

音楽番組
- 歌謡びんびんハウス
- オリジナルコンサート
- 題名のない音楽会

料理番組
- 金子信雄の楽しい夕食○
- 料理バンザイ!
- 土井勝おかずのクッキング

### 継続ネット
- 徹子の部屋
- 朝日放送テレビ制作日曜朝8時30分枠のアニメ○（『スーパービックリマン』までは遅れネット（後述）で、『GS美神』からは全シリーズ同時ネットで放送）
  - おはよう!スパンク
  - とんでモン・ペ
  - レディジョージィ
  - とんがり帽子のメモル
  - はーいステップジュン
  - メイプルタウン物語
  - 新メイプルタウン物語 パームタウン編
  - 新メイプルタウン物語 パームタウン編・ビックリマン
  - ビックリマン
  - 新ビックリマン
  - まじかる☆タルるートくん
  - スーパービックリマン
    - 最終回のみ同時ネットだったが、新聞のテレビ欄には[終]マークの記載なし[1]。
    - 後に未放送分は後に月曜 16:30 - 17:00に改めて全話放送された[2]。
- カーグラフィックTV

### YBCから移行した番組
報道・情報番組
- ANNニュース
- ANNニュースフレッシュ[注釈 1]
- ANNニュースライナー[注釈 2]（1993年4月1日 - 4月4日のみ）
- モーニングショー（1993年4月1日・4月2日のみ、翌週よりスーパーモーニングにリニューアル）
- 人間探検!もっと知りたい!!（1993年4月1日・4月2日のみ、後枠番組はザ・ニュースキャスター）
- 朝まで生テレビ!

バラエティー
- 新婚さんいらっしゃい!○
- パネルクイズ アタック25○（現在はBS10にて『BS10 パネルクイズ アタック25』として放送）
- 象印クイズ ヒントでピント
- 巨泉の使えない英語○
- タモリ倶楽部
- 水曜特バン!（山形放送では『YBC土曜スペシャル』や『YBC日曜スペシャル』として時差ネット）

音楽番組
- ミュージックステーション

ドラマ
- はぐれ刑事純情派
- さすらい刑事旅情編（最後の2シリーズのみ）
- 土曜ワイド劇場（○制作回含む）
- 水曜9時枠刑事ドラマ
- 日曜8時連続ドラマ（『ララバイ刑事`93』）

スポーツ番組
- 大相撲ダイジェスト
- プロ野球ナイター中継（山形放送では日曜日のみ放送）
- 熱闘甲子園（全国高等学校野球大会開催期間中に放送）

アニメ・特撮番組
- 美少女戦士セーラームーンシリーズ（ドラマ版はテレビユー山形で放送）
- スーパー戦隊シリーズ（『五星戦隊ダイレンジャー』から）
- メタルヒーローシリーズ（『特捜ロボ ジャンパーソン』から、『提言の広場』を放送のため金曜夕方に遅れネット）
- ドラえもん (1979年のテレビアニメ)（山形放送では第1作も放送）
- クレヨンしんちゃん

その他
- 日曜洋画劇場

### TUYから移行した番組
- クッキングパパ○
- 勇者シリーズ（名古屋テレビ制作）- 『勇者特急マイトガイン』（1993年3月30日は第1話、3月31日に第8話を放送して、4月3日から同時ネットになった）
- ハーイあっこです○

## 過去に放送された番組（1993年4月1日以降）
報道・情報番組
- CNNデイブレイク→やじうま6（途中アニメ再放送枠を設けるため前者は打ち切り、後者は途中からのネットだった）→早起き一番!天気&NEWS
- モーニングショー→スーパーモーニング→情報満載ライブショーモーニングバード!→モーニングバード!
- やじうまワイド→新・やじうまワイド→やじうまワイド→やじうまプラス→やじうまテレビ!
- こんにちは2時→パワーワイド
- 平日正午枠
  - 人間探検!もっと知りたい!!
  - ザ・ニュースキャスター
  - まっ昼ま王!!
  - キンキンのとことん好奇心
- 中居正広のニュースな会

バラエティー番組
- Oh!どや顔サミット○
- さんまのナンでもダービー
- ウッチャンナンチャンの炎のチャレンジャーこれができたら100万円!!
- 象印ニュースクイズ パンドラタイムス
- タイムショック21[注釈 3]
- 銭形金太郎
- 人気者でいこう!○（『芸能人格付けチェック』のみ不定期特番として放送）
- TVのチカラ
- 目撃!ドキュン（60分枠時代のみ）
- 笑いの金メダル○
- 爆笑問題の検索ちゃん
- グレートマザー物語
- ポカポカ地球家族
- 美味紳助
- 超次元タイムボンバー
- たけしの万物創世記
- ドスペ!
- 夫婦交換バラエティー ラブちぇん（名古屋テレビ制作）
- ちい散歩
- 若大将のゆうゆう散歩
- 美少女ヌードル
- ビーバップ!ハイヒール○
- 中居正広の身になる図書館
- じゅん散歩
- これって私だけ?○
- 日本人の3割しか知らないこと くりぃむしちゅーのハナタカ!優越館
- 爆笑問題&霜降り明星のシンパイ賞!!
- 今ちゃんの「実は…」○
- 芸能界常識チェック!○
- ウラ撮れちゃいました
- タモリ倶楽部
- CLUB紳助○

テレビドラマ
- 風の刑事・東京発!
- はみだし刑事情熱系

料理番組
- 隠れ家ごはん
- 上沼恵美子のおしゃべりクッキング○
- いまどき!ごはん

アニメ番組
- 魔法陣グルグル
- SLAM DUNK
- 怪盗セイント・テール
- キューティーハニーF
- 地獄先生ぬ〜べ〜
- 忍ペンまん丸
- H2
- 神風怪盗ジャンヌ
- マシュランボー
- 釣りバカ日誌
- ボボボーボ・ボーボボ

## フジテレビ系時代に放送された番組
○印は開局時にYBCから移行された番組

※印はネットチェンジ後、テレビユー山形に移行した番組（当該番組中、1997年4月に放送されていたものはすべてさくらんぼテレビに移行）

☆印はネットチェンジで山形地区でのネットを一時打ち切り後SAYで再びネットした番組

### 報道・情報番組
朝枠
- FNNニュース7:30
- FNNテレビ朝刊
- FNNモーニングワイド ニュース&スポーツ
- FNNモーニングコール
- トークシャワー
- グッドモーニングジャパン
- アンテナホット7
- 朝だ!どうなる?
- FNN朝駆け第一報!
- FNN World Uplink

朝のワイドショー枠
- 小川宏ショー
- おはよう!ナイスデイ☆

午前中の情報番組
- 荒川強啓のらくらくTOKIO
- 美味しんぼ倶楽部
- 生島ヒロシのおいしいフライパン
- 生島ヒロシのもっと・自由な生活
- 奥さまお手をどうぞ!
- ザ・ビッグチャンス!
- ジョーダンじゃない!?（改題なし、11時から飛び乗り）

昼帯の報道番組
- FNN YTSニュース（サンケイテレニュース）
- FNNニュース12:00
- FNNニュースレポート11:30
- FNNスピーク☆
- FNN奥さまニュース

午後のワイドショー枠
- 3時のあなた
- タイム3

夕方帯の報道番組
- FNNとうほく 金曜ニュース一番星（FNN東北各局ネットの報道番組）
- FNNニュースレポート6:00（YTSイブニングワイド→YTSテレビ夕刊）
- FNNニュースレポート5:30
- FNNスーパータイム（YTSニュースワイド60→YTSニュース スーパータイム）

夜帯の報道・スポーツ番組
- FNNニュース最終版（第1期のみ）
- FNNニュースレポート23:00
- FNNニュースレポート23:30
- FNNニュース工場
- FNN DATE LINE
- FNN NEWSCOM

スポーツ番組
- プロ野球ニュース☆
- スポーツ天国
- スポーツ特Q（日曜18時アニメ枠の休止期間に放送）

土曜日朝の関西テレビ制作情報番組
- ハイ!土曜日です
- DOサタデー
- モーニングスタジオ・土曜!100%
- モーニングアップル
- シュートinサタデー
- 土曜大好き!830

その他
- 今夜は好奇心!
- THE WEEK☆
- 皇室ご一家☆
- ビジョン討論会
- 明日をひらく
- 日曜TOP情報（露木茂のTOP情報/小川宏のTOP情報）
- 竹村健一の世相を斬る
- 報道2001☆
- FNN YTSニュース（産経テレニュースFNN/FNNニュース）
- メイコのあなたと税ミナール※

### ドラマ
- ライオン奥様劇場（1970年の開局からネット）
- 銭形平次（大川橋蔵版・北大路欣也版共に放送）
- 木枯し紋次郎
- 影の軍団シリーズ
- 月曜ドラマランド
- スケバン刑事シリーズ
- 木曜ドラマストリート
- 金曜ドラマシアター
- 月9ドラマ※（山形テレビでは当時日本テレビの番組を同時ネットのため日曜正午に放送。その後、一部作品を夕方の再放送枠にて集中放送させた後に時差ネット放送となった。系列外局も参照のこと。テレビユー山形では一部作品は放送されなかった。さくらんぼテレビ開局で同時ネットに移行。）
- 木曜劇場※（山形テレビでは立ち上げ当時、当枠はMBS制作の世界まるごとHOWマッチをネットした関係で土曜午前のウイークエンド劇場として放送。その後、テレビユー山形開局による番組移行により1989年10月より当枠に移行するものの、キー局より1週時差ネットで放送され、スポンサーも差し替えされていた。テレビユー山形では一部作品は放送されなかった。さくらんぼテレビ開局で同時ネットに移行。）
- 東海テレビ制作昼の帯ドラマ※
  - 正しい結婚まで放送。（最後2話のみフジテレビ系列では1993年4月1日・4月2日放送分を、山形テレビでは3月31日に同時ネットの後続けて先行ネット。テレビユー山形では一部作品は放送されなかった。）

### 教育・アニメ番組
- ウゴウゴルーガ（6:10 - 6:40時代のみ）
- ママとあそぼう!ピンポンパン
- ひらけ!ポンキッキ（SAY開局時に『ポンキッキーズ』のネットを開始しており、ポンキッキシリーズ全体を1番組としてみると、☆としても扱える。）
- 科学救助隊テクノボイジャー（同時ネット[3]）
- ハイスクール!奇面組（同時ネット[4]）
- ついでにとんちんかん（同時ネット[5]）
- ツヨシしっかりしなさい（同時ネット[6]）
- サザエさん○※（同時ネット[6]）
  - まんが名作劇場 サザエさん☆（同時ネット[6]）
- 世界名作劇場（開局から1980年3月までは同時ネット、その後金曜19時→木曜19時→月曜19時へと時差ネット。なお、1993年放映の作品『若草物語 ナンとジョー先生』はネットせず、この年の1月 - 3月はアニメ『まぼろしまぼちゃん』に差し替えられた[6]。なお、『若草物語 ナンとジョー先生』以降の作品はさくらんぼテレビで再放送に準じる扱いで放送された）
- ドラゴンボールシリーズ（Zの途中から※で、テレビユー山形におけるドラゴンボールシリーズはZのみの放映にとどまった。Zの後継番組であるGTと超は、さくらんぼテレビ開局後に放送された）
- あんみつ姫（同時ネット[7]）
- のらくろクン（同時ネット[5]）
- ひみつのアッコちゃん（第2作のみ同時ネットで放送[8]。第1作は山形放送で、第3作はさくらんぼテレビでそれぞれ放送）
- ちびまる子ちゃん（第1期のみ同時ネットで放送[9]。第2期は山形放送はもとより、テレビユー山形では放送されず、さくらんぼテレビ開局後に放送開始された）
- 日曜19時アニメ枠（1970年開局から1980年3月まで同時ネット。1980年4月から1993年3月『キテレツ大百科』の途中までは異時ネット。その後※）
- らんま1/2（第1作は同時ネット[8]。『熱闘編』は土曜 6:00 - 6:30に放送[9]。ネットチェンジ後も再放送扱いで放送、2011年12月のスペシャルドラマ及び2024年版は山形放送で放送）
- ゲゲゲの鬼太郎（第2・第3作。第1作は山形放送で放送）
- うる星やつら（ネットチェンジ後も再放送扱いで放送、一時期CS放送アニマックスでも再放送された。2022年版はさくらんぼテレビで放送。）
- めぞん一刻（同時ネット[10]。2007年のスペシャルドラマも当局で放送）
- F（21話までは同時ネット[5]、22話以降は日曜 9:00 - 9:30に放送[11]）
- おそ松くん（第2作のみ、木曜 16:30 - 17:00[12]、後に金曜 16:30 - 17:00[8]に放送。第1作は山形放送で放送。事実上のリメイク版である『おそ松さん』は2作とも県内の放送局では未放送）
- 平成天才バカボン（金曜 16:30 - 17:00[13]）
- おれは直角（金曜 16:30 - 17:00[14]）
- 丸出だめ夫（金曜 16:30 - 17:00[9]）
- 幽☆遊☆白書☆（金曜 16:00 - 16:30[6]）
- タイムボカンシリーズ（ネットチェンジ後、テレビ東京系列の『怪盗きらめきマン』も別にネットしたため、結果的にシリーズ全作品を放送した唯一の局となった。厳密には本シリーズに含まれない『ヤッターマン（第2作）』は山形放送で放送）
- アタックNo.1（ドラマ版は当局でも放送）
- おちゃめ神物語コロコロポロン（本放送終了後、1984年頃に月曜 - 金曜 16:00 - 16:30に放送[15]）
- ななこSOS（本放送終了後、1984年頃に月曜 - 金曜 7:30 - 8:00に放送[15]）
- らんぽう（金曜 16:30 - 17:00[16]）
- ふしぎなコアラブリンキー（金曜 17:00 - 17:30[15]）
- 魁!!男塾（金曜 16:30 - 17:00[5]→ 日曜 6:00 - 6:30[17]）
- ハイスクールミステリー学園七不思議（日曜 5:45 - 6:15[9]）

### バラエティ番組&単発番組
昼帯
- お昼のゴールデンショー
- ハイヌーンショー
- 爆笑ゴールデンショー
- 三平・美どりのドキドキ生放送
- 愛情ゼミナール
- お昼のスペシャル
- やりくりクイズ30万に挑戦
- クイズタッグマッチ
- 12時開演!
- お茶の間スペシャル
- 日本全国ひる休み
- 笑ってる場合ですよ!
- 森田一義アワー 笑っていいとも!☆
- 笑っていいとも!増刊号☆（日曜13時からの時差ネット）
- ライオンのいただきます→ライオンのごきげんよう☆

夕方帯
- 夕やけニャンニャン（1986.8.4 - 最終回）
- 桃色学園都市宣言!!
- パラダイスGoGo!!（途中で打ち切り）

深夜帯
- オールナイトフジ（1985年と1986年] の元旦（1984年と1985年の大晦日の深夜）スペシャルのみ）
- ものまね珍坊
- 夜鳴き弁天

音楽番組
- オールスター家族対抗歌合戦（開始から1980年3月までは同時ネット、その後は日曜11時の時差ネット。なお小川宏の司会時代にはローカルスポンサーに差し替えになっていた）
- ミュージックフェア☆（1981年9月まで放送。その後、山形県ではさくらんぼテレビの開局まで未放送）
- 夜のヒットスタジオ→夜のヒットスタジオDELUXE→夜のヒットスタジオSUPER（番組終了から2年半後、系列最終日に復活特番「夜のヒットスタジオリターンズSPECIAL」が放送された）
- ヒットスタジオR&N
- 19XX
- SOUND ARENA
- ミュージックジャーナル（MJ）（ - 1993年3月）
- FNS歌謡祭☆（ - 1992年）

バラエティ番組
- 志村けんのだいじょうぶだぁ (復活特番は☆)
- みんな出て恋恋来い!
- 欽ドン!良い子悪い子普通の子（日曜13時からの時差ネット）
- 所さんのただものではない!
- たけし・逸見の平成教育委員会☆
- オレたちひょうきん族
- ひょうきん予備校
- ウッチャンナンチャンの誰かがやらねば!
- ウッチャンナンチャンのやるならやらねば!
- とんねるずのみなさんのおかげです（第1・2期）
- ダウンタウンのごっつええ感じ☆（日曜15時からの時差ネット）
- パンチDEデート（関西テレビ制作）
- 初詣!爆笑ヒットパレード☆

クイズ番組
- ズバリ!当てましょう○
- クイズグランプリ
- クイズ・ドレミファドン!（途中で打ち切り。復活特番は☆）
- 花の新婚!カンピューター作戦（関西テレビ制作）
- なるほど!ザ・ワールド（開始当初は同時ネット、その後日曜10時からの時差ネット。ただし、系列全体の最終回のみ、翌3月31日10時からだった。また、1993年春のFNS番組対抗!なるほど!ザ・春秋の祭典スペシャルはネットされなかった。2004年以降の特番は☆）
- クイズ!年の差なんて（2006年と2007年の復活版は、さくらんぼテレビで放送された）
- クイズ&ゲーム太郎と花子
- クイズ!超選択
- タモリのボキャブラ天国
- 運命GAME
- カルトQ（深夜放送時代にはキー局と同時ネット）
- 関根&ルーの!クイズサクセス
- アイ・アイゲーム（途中から時差ネット）
- TVプレイバック（途中打ち切り）
- 世界の常識・非常識!（日曜15時からの遅れネット）
- クイズDEデート（関西テレビ制作）
- 上海紅鯨団が行く（関西テレビ制作）
- ねるとん紅鯨団※（関西テレビ制作）

トーク番組
- スター千一夜○
- 凡児の娘をよろしく（関西テレビ制作）
- ラブラブショー
- 恋のトリプルチャンス（関西テレビ制作）
- 唄子・啓助のおもろい夫婦（放送されなかった期間あり）
- さんまのまんま☆（関西テレビ制作）

スペシャル枠
- 火曜ワイドスペシャル☆
- 金曜ファミリーアワー
- 木曜（金曜）おもしろバラエティ
- 土曜グランドスペシャル
- ゴールデン洋画劇場☆（ネットチェンジ前の最後の作品は『ランボー』）
- 花王名人劇場→花王ファミリースペシャル※（関西テレビ制作）
- FNSの日（夢列島・平成教育テレビ）☆（1987年 - 1992年）

その他
- キンカン素人民謡名人戦○※
- TVグラフィティ・純ちゃんのごぶサタデー（この2番組は本県出身歌手の北見恭子が出演時のみネット）
- テレビ寺子屋※（テレビ静岡制作）
- 日本大相撲トーナメント☆（1977年 - 1993年）
- プロ野球ナイター中継☆（ - 1992年、日曜は1979年シーズンを最後に打ち切り）
- 健保連のすこやかさん（1977年4月開始時点では同時ネット[18]）

## 日本テレビ系番組（1980年4月 - 1993年3月）
- 日本テレビ制作月曜21時台枠
  - 日テレ月曜9時ドラマ（月曜スター劇場。『竹とんぼ』の途中から）
  - TIME21
  - スーパーテレビ情報最前線（途中まで）→山形放送へ
- クイズでクイズ
- がんばれ!ブーマー （外国テレビドラマ）
- B&Bのお笑いスター最前線!!
- SHARPワールドドキュメント・世界のこれがNo'1
- 青い地球の仲間たち
- クイズ笑って許して!（この枠は1984年3月をもって日本テレビ同時ネットを打ち切り。同年4月より「サザエさん（再）」としてフジテレビ同時ネット枠に切り替えたために同枠の山形地区でのネットは空白だった。その後1987年4月の「ナゾの海底探検」から山形放送へ移行された）
- 驚異の世界 ノンフィクション・アワー
- ときめきトゥナイト
- 伊賀野カバ丸
- ミッキーマウスとドナルドダック→YBCへ
- 歌まね振りまねスターに挑戦!!→全日本歌まね選手権（1984年4月から終了まで）
- 青春アニメ全集（同時ネット[19]）
- 人気スターチーム対抗歌合戦→YBCへ
- 水曜ロードショー→火曜ロードショー（「水曜ロードショー」の途中から、「火曜ロードショー」として、火曜21時からの時差ネットとなった。これは「金曜ロードショー」でも暫く同様に放送。）[注釈 4] → 山形放送へ
- よみうりテレビ制作日曜19時台前半枠
  - びっくり日本新記録（途中から）
  - ザッツ!好奇心
  - どっちDOTCH!
  - クイズ・マネーイズマネー
  - こんな学園みたことない!
  - スター生たまご・邦子のいまドキ芸能界
  - 鈴木健二の人間テレビ
  - シティーハンター3
  - 丹波・山瀬のパニックTV
  - シティーハンター'91
  - ザ・ラスベガス
  - おしえて!ガリレオ（途中まで）→ 山形放送へ
- 日本テレビ制作日曜19時台後半枠（日立グループ提供枠）
  - すばらしい世界旅行（途中から）
  - 地球トライアル
  - あしたP-KAN気分!（途中まで）→ 山形放送へ
- 日本テレビ制作日曜20時台枠
  - 宇宙空母ギャラクティカ（最終回のみ）
  - 日曜お笑い劇場
  - 日曜8時!ドパンチ放送!!
  - 俺はご先祖さま
  - 陽あたり良好!
  - 久米宏のTVスクランブル
  - 天才・たけしの元気が出るテレビ!!（途中まで）→　山形放送へ
- 日本テレビ制作日曜21時台枠
  - 新・松平右近
  - サンデースポーツ9
  - 日曜の夜は遊び座です
  - 刑事物語'85
  - 誇りの報酬
  - あぶない刑事
  - 巨泉のこんなモノいらない!?
  - 知ってるつもり?!（途中まで）
以上の番組は同じ日曜の22時30分から時差ネット→ 山形放送へ
- 日本テレビ制作日曜22時台前半枠
  - 知られざる世界
  - オシャレ30・30（途中まで）→ 山形放送へ
- 【ぴえろ魔法少女シリーズ】魔法の天使クリィミーマミ→魔法の妖精ペルシャ→魔法のスターマジカルエミ→魔法のアイドルパステルユーミ（すべて水曜の夕方に時差放映）
- 【トランスフォーマーシリーズ】戦え!超ロボット生命体 トランスフォーマー→戦え!超ロボット生命体 トランスフォーマー2010→トランスフォーマー ザ☆ヘッドマスターズ→トランスフォーマー 超神マスターフォース→戦え!超ロボット生命体 トランスフォーマーV（すべて月曜の夕方に時差放映）
- 新スパイ大作戦
- 満美子とともに、今日もほがらか→奥様新時代→久里千春のさわやかネットワーク→白い国紀行（東北電力提供・MMT制作の東北・新潟ネット番組）
- 欽ちゃんの仮装大賞（主に日本テレビ系同時ネット枠で放映。出場者募集は山形放送が実施）
- ビートたけしのお笑いウルトラクイズ（日本テレビ系同時ネット枠で放映）
- プロ野球中継（日曜日のみ、1980年から1992年まで）→山形放送へ
- ダウンタウンのガキの使いやあらへんで!（不定期放送）→山形放送へ
- ウッチャンナンチャン with SHA.LA.LA.（不定期放送）
- 進め!電波少年（「笑撃的電影箱」に内包する形で不定期放送）→山形放送へ
- サザンの勝手にナイト!（当時の日テレの深夜番組。「スターに挑戦」休止時の穴埋め番組としてローカル枠でオンエア）
  - なお、日曜日19時から20時54分の番組と22時台前半の番組及び月曜日21時台の番組は、ネットチェンジ後、山形放送とネット局が入れ替わる形となった。

## TBS系番組（1970年 - 1989年9月）
- 土曜ドラマ（「金曜ドラマ」を時差ネットした【当時の番組スポンサーのCMと同時】。1987年9月に枠撤退。）
- 水曜劇場（「寺内貫太郎一家」、「時間ですよ」、「ムー一族」等）（水曜22時から時差ネット【スポンサードネット】 1973年4月から1980年3月まで）
- ぎんざNOW!
- せんみつ・湯原ドット30
- ドリフフェスティバル・全員集合ベスト100（1986年 - 1987年頃に不定期放送、本編の「8時だョ!全員集合」は未放送）
- 笑って!笑って!!60分（途中で打ち切り）
- 号外版 風雲!たけし城（時差ネット）
- 野々村病院物語（テレビユー山形開局後も改めて放送）
- 毎度おさわがせします（ネットチェンジ後も再放送扱い）
- 中卒・東大一直線
- 夏・体験物語
- うちの子にかぎって
- ザ・サスペンス
- ポニーテールはふり向かない
- 代議士の妻たち
- おんなは一生懸命
- 時間ですよふたたび
- 来来!キョンシーズ
- 刑事コジャック
- 不毛地帯（1979年版、尚2009年版はさくらんぼテレビで放送）
- スカイヤーズ5（カラー版）：火曜 18:00 - 18:30[20]
- 原始少年リュウ：月曜 19:00 - 19:30[21]
- まんが日本絵巻（本放送終了後、1979年頃に火曜 16:30 - 17:00に放送[22]）
- ろぼっ子ビートン（本放送終了後、1981年頃に平日 6:25 - 6:40に放送[23]）
- ビデオ戦士レザリオン（月曜 16:30 - 17:00[15]）

### 毎日放送制作
- 世界まるごとHOWマッチ（22時台の終盤は同時ネット。前のドラマ枠時代から。なお、本番組の放映権がテレビユー山形への移行後は1993年3月まで『木曜劇場』のネットを開始したものの、本番組と異なり7日遅れでかつローカルスポンサーに差し替えての放送だった。）
- 音楽の旅はるか
- 突然ガバチョ!
- 大鉄人17：火曜 18:00 - 18:30[24]
- 愛の戦士レインボーマン
- 超時空シリーズ
  - 超時空要塞マクロス→超時空世紀オーガス→超時空騎団サザンクロス
- まんが日本昔ばなし（但し、再放送扱い、本放送は山形放送で放送）
- じゃりン子チエ
- 野生の王国（腸捻転解消以前＝NET系時代は山形放送で放送）
- ヤングおー!おー!（腸捻転解消以前＝東京12Ch系時代からネット）
- スタジオ2時
- モーレツ!!しごき教室
- MBS制作13時半からの15分枠の帯ドラマ「妻そして女シリーズ」（時差ネット、1975年 - 1980年までその後YBCへ）

### 中部日本放送制作
- すばらしき仲間
- CBC制作13時45分からの15分枠の帯ドラマ（数週遅れの時差ネット、1980年 - 1982年まで）

## フジテレビ系時代に放送されたNET → テレビ朝日系番組

### フジテレビフルネット時代（1970年4月 - 1975年3月）
- アパッチ野球軍：水曜 18:00 - 18:30[25]
- デビルマン → ミクロイドS：火曜 18:00 - 18:30[26]
- 緊急指令10-4・10-10 → どっこい大作：水曜 18:00 - 18:30[27]
- 愛の戦士レインボーマン：月曜 18:00 - 18:30[28]

### フジテレビ系とテレビ朝日系のクロスネット局時代（1975年4月 - 1979年6月）
※印はANN一時脱退後山形放送へ
- ANNニュースセブン※
- 独占!女の60分（途中で打ち切り）
- クイズタイムショック※
- 欽ちゃんのどこまでやるの!?※
- 特別機動捜査隊→特捜最前線※
- ナショナルゴールデン劇場
- がんばれ!!ロボコン → ロボット110番：金曜 18:00 - 18:30[29]
- スーパー戦隊シリーズ（秘密戦隊ゴレンジャー → ジャッカー電撃隊、バトルフィーバーJ以降は※となり、五星戦隊ダイレンジャーから再び山形テレビに戻る） → 透明ドリちゃん：月曜 18:00 - 18:30[30]
- アンデス少年ペペロの冒険 → ザ・カゲスター → 5年3組魔法組：土曜 18:30 - 19:00[31]
- 超電磁ロボ コン・バトラーV → 超電磁マシーン ボルテスV → 闘将ダイモス：木曜 18:00 - 18:30[32]
- はいからさんが通る → シートン動物記 りすのバナー → こぐまのミーシャ
- 一休さん※
- 暴れん坊将軍（第1弾のみ。後に※。ただし、1993年4月からは再びYTSに戻り同時ネット）※
- 日曜洋画劇場（日曜夕方に放送。後に※。ただし、1993年4月からは再び山形テレビに戻り同時ネット）※
- ワールドプロレスリング（ANN一時脱退後もしばらく放送。後に※。ただし、1993年4月からは再び山形テレビに戻る）
- みごろ!たべごろ!笑いごろ!
- 霊感ヤマカン第六感（放送されなかった時期あり）
- 水曜スペシャル（ここでは「YTS土曜プレゼントアワー」として土曜午後に異時ネット。ただし、藤子アニメ関連の内容は山形放送で放映。その際はローカル特番に差し替え）
- 三枝の国盗りゲーム（不定期放送）※
- プロポーズ大作戦（時差ネット）※
- 機動戦士ガンダム→無敵ロボ トライダーG7→最強ロボ ダイオージャ→戦闘メカ ザブングル→聖戦士ダンバイン 名古屋テレビ制作のアニメ（ANN一時脱退後もしばらく放送。後に※→テレビユー山形を経て勇者特急マイトガインの途中で山形テレビに戻った）
- あばれはっちゃくシリーズ（ANN一時脱退後も継続放送）
- 宇宙魔神ダイケンゴー

### ANN離脱期間中（1979年7月 - 1993年3月）
記載した項目は、1993年のネットチェンジ以前に打ち切られた番組
- ラブアタック!（以前は山形放送で放映された。後期は同時ネット）
- 笑アップ歌謡大作戦
- 週刊漫画ゲラゲラ45
- やすきよ笑って日曜日
- クイズ!!データマッチ
- 鉄拳チンミ
- ザ・ハングマンシリーズ

## 過去に放送されたテレビ東京系の番組
- タミヤRCカーグランプリ（フジテレビ系列時代から放送）
- はれときどきぶた
- ロスト・ユニバース
- たこやきマントマン
- それゆけ!宇宙戦艦ヤマモト・ヨーコ（テレビ大阪制作）
- キョロちゃん
- サイボーグクロちゃん（テレビ愛知制作）
- レレレの天才バカボン（木曜 16:30 - 16:59[33]）
- タイムボカン2000 怪盗きらめきマン
- 遊☆戯☆王デュエルモンスターズ→遊☆戯☆王デュエルモンスターズGX（途中打ち切り。『遊☆戯☆王5D's』以降のシリーズは未放送）
- テニスの王子様
- ヒカルの碁
- DEAR BOYS
- 韋駄天翔
- クイズ地球まるかじり（末期はテレビユー山形で放送）
- キャプテン翼
- ミスター味っ子（日曜 11:00 - 11:30[8]）
- 六三四の剣（日曜 9:00 - 9:30[19]）
- まいっちんぐマチコ先生
- 魔法のプリンセス ミンキーモモ
- 未来ロボ ダルタニアス→宇宙大帝ゴッドシグマ→百獣王ゴライオン→機甲艦隊ダイラガーXV→光速電神アルベガス
- アニメ親子劇場→トンデラハウスの大冒険→パソコントラベル探偵団
- 銀河旋風ブライガー→銀河烈風バクシンガー→銀河疾風サスライガー
- 太陽の牙ダグラム
- まんが水戸黄門
- 戦国魔神ゴーショーグン
- 黄金戦士ゴールドライタン
- アイドル伝説えり子→アイドル天使ようこそようこ（テレビせとうち制作）
- しましまとらのしまじろう→はっけん たいけん だいすき!しまじろう→しまじろう ヘソカ→しまじろうのわお!（テレビせとうち制作、番組自体は継続中）
- 漢方健康相談（ネットチェンジ後も放送）
- 少女雑貨専門TV エクボ堂
- ドバドバ大爆弾
- あっぱれ!日本一
- 女と愛とミステリー
- ザ・スターボウリング（フジテレビ系列時代から放送）
- ヤンヤン歌うスタジオ
- テレビあッとランダム
- いい旅・夢気分（フジテレビ系列時代に一時期放送、後にテレビユー山形へ）
- 小松原三夫のゴルフ道場
- 岡本綾子のスーパーゴルフ
- スキヤキ!!ロンドンブーツ大作戦
- ギルガメッシュないと
- おまかせ!山田商会
- 愛ラブSMAP!→愛ラブSMAP!電撃キッズ隊→愛ラブSMAP!（フジテレビ系列時代より放送）→愛ラブジュニア→愛ラブB.I.G.
- ドーラ
- オレ達のWell歌夢
- 出没!アド街ック天国（現在はさくらんぼテレビで不定期放送）
- 遠藤淳
- テンカイナイト
- きらきらアフロ（テレビ大阪制作）→きらきらアフロTM
- 昼めし旅 〜あなたのご飯見せてください!〜
- メタルファイト ベイブレード 爆→メタルファイト　ベイブレード4D
- フェーレンザイ
- くだまき八兵衛
- ジョージ・ポットマンの平成史
- ああ播磨灘
- カリメロ（第2作、火曜 16:30 - 17:00[6]）
- 徳川風雲録 御三家の野望
- あばれ八州御用旅
- ミエと良子のおしゃべり泥棒
- Oh!ファミリー（水曜 16:30 - 17:00[34]）
- げらげらブース物語（本放送終了後、1990年頃に木曜 16:30 - 17:00に放送[35]）
- ダッシュ!四駆郎（本放送終了後、1992年頃に火曜 16:30 - 17:00に放送[9]）

## 過去に放送された自社制作番組

### フジテレビ系時代
報道・情報番組
- YTSイブニングワイド→YTSテレビ夕刊→YTSニュースワイド60→YTSニュース スーパータイム
- ニュース一番星（正式タイトルは○曜一番星）
- FNNモーニングコールやまがた（「─モーニングコール」の山形ローカルパート。1988年4月 - 1989年3月にかけて、15分の1コーナー）
- YTSお魚情報（1970年の開局から放送。テレビ朝日系列に移行後も放送するも、1995年9月で終了）
- レジャー情報
- どんぐり合戦
- ウィークエンドYTS
- YTS土曜スペシャル
- テレポート山形
- チャンネルはU
- 県政のひろば（県政番組）
- おはようジョッキー

その他
- 上山競馬ニュース
- 十字屋テレビショッピング（山形テレビをキー局に東北・新潟の民放各局でも放映）
- みんなのひろば（県政番組）
- 平安閣祝い歌シリーズ
- ちびっこドーン!
- 勝手にのど自慢9&9→勝手にうで自慢9&9
- YTSコンサート情報
- おじゃましますイエ!家!
- YTSカラオケ大賞
- 人・その心
- わくわくトーク
- 岸本健介カラオケ特訓教室
- 奥様ひと言アドバイス（ネットチェンジ後も放送）
- なるほど・ザ・やまがた（開局15周年特番として1985年3月に放送。なるほど!ザ・ワールドの山形版）
- YTSA1サタデー
- さわやかリビング830（県政番組）
- ナイトトピックス 〜いい店 いい酒〜
- 地球大好き！やまがた大好き!（開局20周年特番として1990年4月1日に放送）
- スーパーアドベンチャー 山形探検・大冒険（1991年世界陸上東京大会中継が山形放送で放送されたために空いた枠で、1991年9月1日に放送されたローカル特番）
- NEXT
- ナイトトピック
- キャッチ・ザ・No.1（べにばな国体PR番組）
- 私の街さかた（山形放送と隔年交代で放送）
- 山形市政の窓（山形市の広報番組。ネットチェンジ後も放送）
- お魚おもしろクイズ（正月特番。ネットチェンジ後も放送）
- ラストスパート高校入試（毎年、高校入試直前に放映。1992年度に打ち切り）
- 私の郷土史（東北・新潟7局ネット。ネットチェンジ後も放送）
- 春の高校バレー山形県大会（1993年まで。その後テレビユー山形へ移行し、現在はさくらんぼテレビが担当）

### テレビ朝日系列移行後
- 一挙5時間生放送!!サンライズYTS（ネットチェンジ初日に3部構成で放映した特番）
- YTSステーションEYE
- YTS夕やけステーション（正式タイトルはYTS○曜ステーション）
- YTSお昼のN天ステーション（正式タイトルはYTSニュース○曜ステーション）
- クイズ・親子でドキドキ!山形物語→クイズ・親ドキ!2-TIME DUNK（タイムダンク）- （「みのもんたの見たい知りたい」「目撃!ドキュン（前期）」のネットを受けずにO.A.）
  - クイズ・親ドキ!スペシャル 超山形物語（開局25周年特番として1995年4月1日に放送）
- 山形芸人爆笑寄席（正月特番）
- 野遊び講座
- 情報わいどYTSゴジダス（スーパーJチャンネルYTSゴジダスの前身）
- 新・私の郷土史（前作同様東北・新潟7局ネット。放映局はすべてANN系列）
- 県政ほっとリポート→土曜ほっとリポート→やまがた情報ステーション（県政番組）
- こちらYTS（第3水曜早朝に放送していた局の自己検証番組）
- 八波一起のTVイーハトーブ 、TVイーハトーブ土曜のてっぺん（東北ANN系共同制作）
- ヒューマンバラエティ 日曜のマゼラン（東北ANN系+新潟7局共同制作）

## FNN離脱後のフジテレビ系の番組
- クボタ民謡お国めぐり（AKT制作、番組初回を含むネットチェンジ以前から放送され、ネットチェンジからさくらんぼテレビ開局に至った後も、スポンサーの関係により、最終回まで放送した）
- 若い土（農林水産省の広報番組。スポンサーの関係上、再放送を除いてネットチェンジ後も、唯一山形テレビの編成に残ったフジテレビ制作番組だった）
- 教師びんびん物語（平日10時台ドラマ再放送枠で放送）
- 振り返れば奴がいる（平日17時台ドラマ再放送枠で放送）
- 裸の大将放浪記（同上。リメイク版はさくらんぼテレビで放送）

## 過去に放送されたNHK・その他の番組
- 全国一斉地デジ化テスト
- saku saku（tvk制作）
- 北原コレクション（tvk制作）
- トップをねらえ!（ガイナックス制作のOVA、1990年に放送）
- Sonny Boy（独立局アニメ）
- 黒の召喚士（独立局アニメ）
- 農民関連のスキルばっか上げてたら何故か強くなった。（独立局アニメ）
- ワールドダイスター（独立局アニメ）
- ライアー・ライアー（独立局アニメ）
- ダークギャザリング（独立局アニメ）
- 結婚指輪物語（独立局アニメ）
- ワンルーム、日当たり普通、天使つき。（独立局アニメ）

## 最終番組など

### フジテレビ系列・NET→テレビ朝日系列クロスネット時代（ - 1980年3月）
FNN・ANNクロスネット時代から現役放送中の自社制作番組
- 提言の広場（1971年10月開始）

ネットチェンジまで放送していたフジテレビ系現役レギュラー番組（ - 1993年3月）
- 同時ネット（途中打ち切りとなった番組を除く）
  - サザエさん（開局時から放送→TUY→SAY）

ネットチェンジ前に打ち切りとなった番組では『ミュージックフェア』が現在も継続している。
ネットチェンジまでゴールデン・プライム枠で同時ネットし続けた番組は『ゴールデン洋画劇場』が2003年9月で終了したことにより、全番組が終了した。
ネットチェンジまで放送し続けたバラエティー番組は『ライオンのごきげんよう』が2016年3月で終了したことにより、YTSがフジテレビ系列だった時代に放送した全番組が終了した。
ネットチェンジまで放送し続けたFNNニュース番組は『FNNスピーク』が2018年3月で終了したことにより、YTSのFNN加盟時にあった全番組が終了した。
- 時差ネット
  - くいしん坊!万才（不定期放送→（放送無し）→SAY）
  - テレビ寺子屋（テレビ静岡制作、1977年から放送→TUY→SAY）

ANN一時離脱前からネットしているテレビ朝日系現役番組
- 徹子の部屋（1976年2月開始、当時は月曜 - 金曜 13:15 - 13:55）

### フジテレビ系列時代（1980年4月 - 1993年3月）
現役のYTSでネットしていた日本テレビ系列レギュラー番組
- 火曜ロードショー（『水曜ロードショー』時代にYBCから移行→YBCへ復帰し『金曜ロードショー』として同時ネット継続中）
- ダウンタウンのガキの使いやあらへんで!（不定期放送→YBCへ移行し継続中）

ネットチェンジまでYTSで同時ネットしていた日テレ系番組は『スーパーテレビ情報最前線』が2005年9月で終了したのを最後に全て終了した。

### フジテレビ系列最終ネット番組
1993年3月31日夜 - 4月1日未明（31日深夜）
- ゴールデン・プライム枠
  - 夜のヒットスタジオ RETURNS SPECIAL（21:00 - 23:03）
- FNN報道番組
  - FNNニュースCOM ※ネットチェンジ後の1994年3月31日で放送終了、『ニュースJAPAN』からさくらんぼテレビにて放送。
- 同時ネット番組
  - プロ野球ニュース ※ネットチェンジ後の1994年3月31日で単体番組としての放送を終了、1997年4月よりさくらんぼテレビにて再開[注釈 5]
- フジテレビ系番組全般
  - 夜鳴き弁天（4月1日未明、テープネット）

### テレビ朝日系列シングルネット化時点（1993年4月）からの現役レギュラー番組
（※1993年3月以前からネットしている番組は除く。）
- 同時ネット
  - クレヨンしんちゃん（YBCから移行）
  - ビートたけしのTVタックル
  - 水曜9時刑事ドラマ（枠自体はYBCから移行、当時は『はぐれ刑事純情派（第6シリーズ）』）
  - 木曜ドラマ（枠自体はYBCから移行、当時は『セールスレディは何を見た』）
  - スーパー戦隊シリーズ（YBCから移行、当時は『五星戦隊ダイレンジャー』）
  - ミュージックステーション（YBCから移行）
  - ABC日曜朝アニメ（フジテレビ系時代は平日夕方に遅れネット、当時は『GS美神』）
  - 題名のない音楽会
  - 新婚さんいらっしゃい!（ABC制作、YBCから移行）

- 遅れネット
  - 渡辺篤史の建もの探訪
  - 世界の車窓から
  - 探偵!ナイトスクープ（ABC制作、YBCでは1992年3月23日に単発で放送[36]）